# Załom (powiat wałecki)
Załom – wieś w Polsce położona w województwie zachodniopomorskim, w powiecie wałeckim, w gminie Człopa. Załom położony jest w otulinie Drawieńskiego Parku Narodowego.
W latach 1975–1998 miejscowość należała administracyjnie do województwa pilskiego.
Obiekty hotelowe:
- Ułańska zagroda - Ośrodek leczenia dietą warzywno owocową Dr Ewy Dąbrowskiej
- Gospodarstwo nad jeziorem Załom